# Vislava
Vislava é um município da Eslováquia, situado no distrito de Stropkov, na região de Prešov. Tem 10,96 km² de área e sua população em 2018 foi estimada em 184 habitantes.

## Demografia
| Ano:        | 1994 | 2004   | 2014    | 2024   |
| ----------- | ---- | ------ | ------- | ------ |
| Broj ljudi: | 242  | 234    | 205     | 187    |
| Razlika:    |      | -3,30% | -12,39% | -8,78% |

| Ano:               | 2023 | 2024   |
| ------------------ | ---- | ------ |
| Número de pessoas: | 191  | 187    |
| Diferença:         |      | -2,09% |